# Никола Кекић
Никола Кекић (Стари Град Жумберачки, 18. јануар 1943) хрватски је гркокатолички јерарх, који је служио као епископ Крижевачке епархије од 2009. до 2019. године.

## Биографија

### Дјетињство и образовање
Никола Кекић је рођен 18. јануара 1943. у Старом Граду Жумберачком код Жумберка, у тадашњој Независној Држави Хрватској. Рођен у хрватској породици, од оца Николе и мајке Анђе (дјевојачко Смичиклас). Крштен је у гркокатоличкој цркви Светог Петра и Павла у Мрзлом Пољу Жумберачком.
Основну школу је похађао у Сошицама и Илоку. Од 1. септембра 1956. похађа четворогодишњу класичну гимназију у Гркокатоличком сјеменишту у Загребу, а затим још четири године у Фрањевачком сјеменишту на загребачком Каптолу гдје је матурирао 1963. године.

### Студије
Од 23. септембра 1963. до 10. марта 1965. служио је војни рок у Југословенској народној армији. Одмах затим започиње филозофско-теолошки студиј на Католичком богословном факултету у Загребу. Крижевачки ординариј му даје благослов да студије настави на Папском универзитету Урбанијана у Риму. Током студија Кекић похађа и Папски украјински колегијум Светог Јосифа у Риму.

### Рукоположење
Николу Кекића је рукоположио 1. новембра 1970. крижевачки епископ Габријел Букатко у гркокатоличкој цркви Светог Петра и Павла у Сошицама. У децембра 1970. постављен је на чело гркокатоличке парохије Светог Петра и Павла у Мрзом Пољу Жумберачком. У децембру 1972. именован је за начелника Гркокатоличког вјерског центра у Карловцу. Одатле је привремено управљао гркокатоличким пархохијама, Благовијести у Прибићу и Успење пресвете Богородице у Пећном.

### Даље студије
Од 1977. Кекић похађа Папски хрватски завод Светог Јеронима у Риму, а студиј црквене историје наставио је на Папском оријенталном институту гдје добија звање магистра.

### Повратак служби
По повратку из Рима, Кекић поново долази на челу Гркокатоличкој вјерског центра у Карловцу. Од новембра 1984. био је на дужности вицеректора Гркокатоличког сјеменишта у Загребу, а дужност ректора је преузео 1. јула 1990. године. Од 1. децембра 1984. налази се на челу гркокатоличке парохије Светог Ћирила и Методије у Загребу. Од 1. децембра 1988. био је на дужности декана Катедралног деканата Крижевачке епархије.
Од 8. децембра 2003. био је савјетник крижевачког епископа Славомира Микловша, а био је и члан Презвитерског и литургијског вијећа Крижевачке епархије. Био је уредник „Жумберачког кријеса” од 2009. до 2010, а водио је и емисију „Из баштине гркокатолика” на радију Марија.
Након Микловшеве оставке на службу, због канонске доби, папа Бенедикт XVI именовао је Кекића 25. маја 2009. за крижевачког епископа. Устоличење је одржано 4. јула 2009. у гркокатоличкој катедрали Пресвете Тројице у Крижевцима.
Никола Кекић је у јануару 2018. предао папи Фрањи захтјев за умировљење због канонске доби, а декретом монсињора Милана Стипића је 20. марта 2019. умировљен.